# BU-950
BU-950 es una carretera autonómica de la Junta de Castilla y León perteneciente a la Red Complementaria Preferente, cuya función es la de hacer de nueva ronda de circunvalación por el Este de la ciudad de Aranda de Duero.  

## Historia
La idea de crear esta nueva carretera surge a través de la necesidad de descongestionar el tráfico interno caótico que sufre la ciudad a lo largo del día. Aranda de Duero es una ciudad que por su parte Este, tiene tres ríos, y muy pocos puentes, por lo que atravesar la ciudad desde el Este hasta el Sur se hace de forma complicada a través de dos cuellos de botella. La ronda se planteó para unir la N-1 y la nueva autovía A-11. Su inauguración fue el 8 de octubre de 2010 por parte del presidente de la Junta de Castilla y León, Juan Vicente Herrera.

## Fases
En una primera fase, se inauguró el 8 de octubre de 2010 el tramó que une la N-1 con la BU-910 y la BU-925, completando la primera mitad de la ronda. La segunda fase (aún por empezar) unirá esta última carretera con la N-122 y la nueva A-11. En total se habrán construido tres puentes sobre los ríos Bañuelos, Arandilla y Duero.

## Estructura
La carretera cuenta con dos carriles de circulación por cada sentido, y en sentido Sur cuenta con acera y un carril bici de 3 metros de anchura. La nueva ronda cuenta con pasos inferiores y superiores para salvar los caminos de servicio que la cruzan. En su cruce con las carreteras el enlace a la nueva carretera se hace con rotondas de dos carriles completamente iluminadas.

## Estado de los tramos
| Tramo         | Estado (2010)                 | km  |
| ------------- | ----------------------------- | --- |
| N-1 - BU-925  | En servicio (octubre de 2010) | 3,2 |
| BU-925 - A-11 | Estudio informativo           | 3,5 |